# SN 2000ck
SN 2000ck – supernowa typu II-pec odkryta 26 maja 2000 roku w galaktyce IC4355. W momencie odkrycia miała maksymalną jasność 17,00m.